# Yaniss Lespert

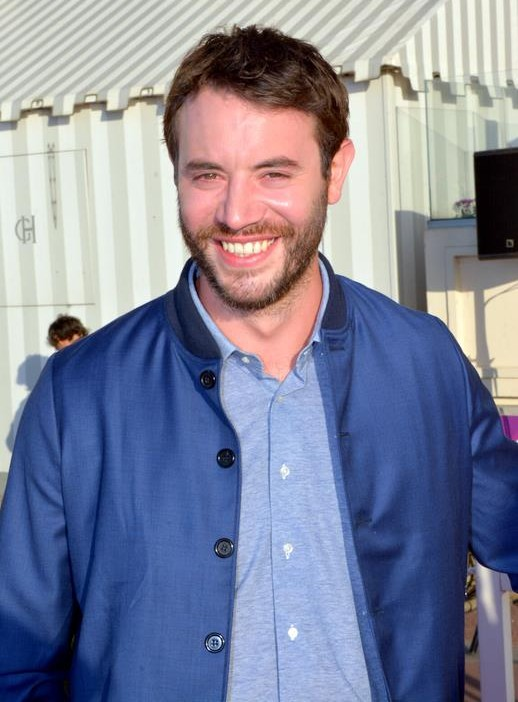
Yaniss Lespert, 2017

Yaniss Lespert (* 2. August 1989) ist ein französischer Schauspieler.

## Leben
Yaniss Lespert wurde als Sohn des Pariser Anwaltes und Komikers Jean Lespert und einer aus Algerien stammenden Rechtsanwältin geboren. Sein Bruder ist der Schauspieler, Filmregisseur und Drehbuchautor Jalil Lespert.
Im Alter von sechs Jahren begann seine Schauspielkarriere mit diversen Werbespots und Kurzfilmen. In seiner ersten kleineren Kinorolle war er 2003 in Der rote Tempelritter – Red Knight zu sehen. 2005 übernahm Lespert eine Rolle in Xavier Beauvois' Film Eine fatale Entscheidung, der in fünf Kategorien für einen César nominiert wurde. Seit 2007 ist er Mitglied der erfolgreichen französischen TV-Comedy-Serie Fais pas ci, fais pas ça. 2012 wirkte er in dem prämierten Film Der Vorname mit. Im 2017 ins Kino gekommenen Monsieur Pierre geht online (Originaltitel: Un profil pour deux) übernahm Lespert die Rolle des als Schriftsteller bzw. Drehbuchautor erfolglosen, finanziell klammen Alex, der Monsieur Pierre (gespielt von Pierre Richard) in die Welt des Internets einführt und mit ihm über ein Datingportal die junge, von Fanny Valette gespielte, Belgierin Flora kennenlernt.

## Filmographie

### Fernsehen
- 1996: L’Enfant perdu
- 2002: Mein Bruder Leo (Tout contre Léo) – Regie: Christophe Honoré
- 2002: Louis la Brocante, eine Episode  – Regie: Alain-Michel Blanc
- 2003: À cran – Regie:  Alain Tasma
- 2004: À cran, deux ans après  – Regie: Alain Tasma
- 2007–2017: Fais pas ci, fais pas ça (Fernsehserie)
- 2009: RIS police scientifique, eine Episode  – Regie: Jérôme Navarro
- 2011: L’Attaque (Fernsehserie)  – Regie: Alexandre Pidoux
- 2013: Cherif, eine Episode  – Regie: Lionel Olenga
- 2017: On va s’aimer un peu, beaucoup... – Regie: Julien Zidi
- 2019: Un avion sans elle – Regie: Jean-Marc Rudnicki

### Kino
- 2003: Der rote Tempelritter – Red Knight (Rencontre avec le dragon) – Regie: Hélène Angel
- 2005: Eine fatale Entscheidung (Le Petit Lieutenant) – Regie: Xavier Beauvois
- 2012: À l’aveugle  – Regie: Xavier Palud
- 2012: Der Vorname (Le Prénom) – Regie: Matthieu Delaporte und Alexandre de La Patellière
- 2017: Monsieur Pierre geht online (Un profil pour deux) – Regie: Stéphane Robelin